# Need for Speed: Porsche 2000
Need for Speed: Porsche 2000 (noto come Need for Speed: Porsche Unleashed nel Nord America e Need for Speed: Porsche in Germania e nell'America latina) è un videogioco automobilistico, sviluppato e pubblicato da Electronic Arts nel 2000. Fa parte della serie di Need for Speed ed è stato sviluppato da EA Canada.
Questo episodio ha la caratteristica di essere l'unico capitolo della serie ad essere monomarca, cioè dedicato ad una sola casa automobilistica. Il gioco ripercorre tutta la storia della storica casa automobilistica di Stoccarda, riproponendone tutti i modelli dalla sua nascita fino al modello Boxster che, all'epoca, era l'ultimo modello uscito. Il gioco presenta gallerie di foto e filmati che illustrano la storia della casata tedesca e un'inedita modalità di gioco consistente in una serie di prove da superare non dissimile a quella delle patenti dello storico rivale Gran Turismo, insieme a una modalità carriera che ripercorre la storia della casa.
La versione PC del gioco presentava, inoltre, un'allora inedita (per la serie) possibilità di elaborare le macchine, modificando molti parametri e acquistando parti meccaniche per potenziarle, opzione non presente sulla controparte PlayStation.